# شهرستان گوانگزونگ
شهرستان گوانگزونگ (به لاتین: Guangzong County) یک منطقهٔ مسکونی در چین است که در شینگتای واقع شده‌است. شهرستان گوانگزونگ ۴۹۳ کیلومتر مربع مساحت و ۲۷۰٬۰۰۰ نفر جمعیت دارد و ۳۴ متر بالاتر از سطح دریا واقع شده‌است.